# 聖赫倫那烏木
聖赫倫那烏木（學名Trochetiopsis ebenus）是南大西洋聖赫勒拿島特有的一種開花植物。它們屬於錦葵科下，在野外處於極危狀況，現只餘下兩株在峭壁上，但有時在侵蝕陡坡處也可以見到舊有根部。它們在聖赫勒拿島上會被採集作為鑲嵌之用，是當地的重要工藝。
聖赫倫那烏木很易接枝，大部份當地的花園也都有栽培品種。這些栽培品種都是與聖赫倫那紅杉及兩者的混種（Trochetiopsis x benjamini）有關。

## 外部連結
- Royal Botanic Gardens